# Anselm : Le Bruit du temps
Pour plus de détails, voir Fiche technique et Distribution.
Anselm : Le Bruit du temps (Anselm: Das Rauschen der Zeit) est un documentaire allemand réalisé par Wim Wenders, sorti en 2023.

## Synopsis
Le documentaire représente l'art, la technique, la vie et la psyché de l'artiste allemand contemporain Anselm Kiefer.

## Fiche technique
- Titre : Anselm : Le Bruit du temps
- Titre original : Anselm: Das Rauschen der Zeit
- Réalisation : Wim Wenders
- Scénario : Wim Wenders
- Musique originale : Leonard Küssner
- Décors : Sebastian Soukop, Karin Betzler
- Photographie : Franz Lustig
- Son : Régis Muller
- Montage : Maxine Goedicke
- Production : Kirsten Brünig, Wim Wenders
- Sociétés de production : Road Movies Filmproduktion
- Sociétés de distribution : 
  - DCM (Allemagne)
  - Les Films du Losange (France)
- Pays d'origine : Allemagne
- Langue originale : allemand, anglais
- Genre : documentaire
- Durée : 93 minutes
- Dates de sortie :
  -  Allemagne : 12 octobre 2023
  -  France : 17 mai 2023 (Festival de Cannes 2023) ; 18 octobre 2023 (sortie nationale)

## Distribution
- Anselm Kiefer : lui-même
- Daniel Kiefer : Anselm Kiefer jeune adulte
- Anton Wenders : Anselm Kiefer petit garçon